# تومي هال (موسيقي)
تومي هال (بالإنجليزية: Tommy Hall)‏ هو موسيقي أمريكي، ولد في 15 سبتمبر 1943.

## وصلات خارجية
- تومي هال على موقع ميوزك برينز (الإنجليزية)
- تومي هال على موقع ديسكوغز (الإنجليزية)